# イヴァーノ＝フランキーウシク
イヴァーノ＝フランキーウシク(ウクライナ語：Івано-Франківськ [iˈwɑno frɐnˈkiu̯sʲk] ( 音声ファイル)）は、西ウクライナに位置する都市で、イヴァーノ＝フランキーウシク州の州庁所在地である。歴史上では、スタニスラーヴィウまたはスタニスラーウ（ウクライナ語: Станиславів / Станіслав、ロシア語: Станиславов / Станислав スタニスラーヴォフまたはスタニスラーフ、ポーランド語: Stanisławów スタニスワヴフ、ドイツ語: Stanislau シュターニスラウ）とも呼ばれた。

## 地理
イヴァーノ＝フランキーウシクは、イヴァーノ＝フランキーウシク州の東北、ウクライナのカルパティア山脈にあるポクッチャ平野でブィストルィツャ・ナドヴィルニャンシク川とブィストルィツャ・ソロトヴィンシカ川が合流する所に位置している。
1662年から1939年までイヴァーノ＝フランキーウシクは、スタニラーヴィウと呼ばれていたが、1939年にソ連によってスタニスラーウに改名された。さらに、1962年11月9日にウクライナ作家イヴァン・フランコにちなんでイヴァーノ＝フランキーウシクと名づけられた。愛称は「小リヴィウ」。
気候は大陸性気候である。1月の平均気温は-5°C、4月は+12°C、7月は+19°C、10月は+2°Cとなっている。

## 歴史
- 16世紀：ウクライナ人が住むザボロトニャ村とクニャーグヌィン村の場所で創立される。
- 1654年：ポーランドの貴族、ポトツキ家によって要塞が築城される。
- 1662年：ポーランドの王より、自治権が下賜される。
- 1665年：アルメニア人の教会が建立される。アルメニア人の人口が増加する。
- 1666年：市役所が建立される。市の東北部ではウクライナ人とポーランド人、南部ではアルメニア人、西部ではユダヤ人が住むという市区の区分が定められる。
- 1669年：クラクフ大学の支校、タルノフスキ・カレッジが創立される。
- 1772年：オーストリア帝国の領土となる。
- 1848年：オーストリア革命の影響によって、ウクライナ人を中心に「ルーシ・ラーダ」という市の議会が創立される。
- 1866年：鉄道が開通する。
- 1915年 - 1916年：第一次世界大戦中、オーストリアとロシア両軍の戦いで大きな損害を受ける。
- 1918年：オーストリア＝ハンガリー帝国の解体に伴って西ウクライナ人民共和国の領土となる。
- 1919年：西ウクライナ人民共和国の首都となるが、まもなくポーランド軍に占領され、西ウクライナ全体もポーランドの領土となる。
- 1939年：ソ連軍によって占領され、ウクライナ・ソヴィエト社会主義共和国の領土となる。市名はスタニスラーウに改称。市内のポーランド人全員と独立派のウクライナ人に対して迫害が始まる。
- 1941年：第二次世界大戦中、ドイツ軍によって占領される。ユダヤ系市民への迫害が始まる。
- 1942年：反独・反ソのウクライナ蜂起軍のゲリラ組織が成立し、軍の部隊が市周辺で活躍する。
- 1944年：ソ連軍によって再占領される。ウクライナ人、特にウクライナ蜂起軍の支持者に対する迫害が始まる。
- 1962年：市名はウクライナ作家イヴァン・フランコにちなんでイヴァーノ＝フランキーウシクと改名される。
- 1990年：反ソ運動が盛んになる。市役所はウクライナの国旗を上げる。
- 1991年：ウクライナが独立する。市は、イヴァーノ＝フランキーウシク州の州庁所在地となる。

## 人口
- 2001年：218,400人[2]
  - ウクライナ人は約97％、その他は3％。
  - 母国語：ウクライナ語は約98％、ロシア語は2％以下
  - 男性は47％、女性は53％

## 姉妹都市
- バヤ・マレ、ルーマニア 1990年
- ジェシュフ、ポーランド 2000年
- フシャヌフ、ポーランド 2001年
- ジェロナ・グラ、ポーランド 2001年
- セルプホフ、ロシア 2001年
- リブニク、ポーランド 2001年
- オラデア、ルーマニア 2003年
- スルグト、ロシア 2003年
- en:Tomaszów Mazowiecki、ポーランド 2004年
- ブレスト、ベラルーシ 2004年
- ニーレジハーザ、ハンガリー 2004年
- オポーレ、ポーランド 2005年
- トゥルゴヴィシュテ、ルーマニア 2005年
- en:Ochota、ポーランド 2006年
- トラカイ、リトアニア 2006年
- イェルガヴァ、ラトビア 2007年
- en:Świdnica、ポーランド 2008年
- ルブリン、ポーランド 2009年
- コシャリン、ポーランド 2010年
- en:Nowa Sól、ポーランド 2010年
- プルジェロフ、チェコ 2010年
- アーリントン郡、アメリカ合衆国 2011年
- 南寧市、中華人民共和国 2019

## 観光
- アルメニア人の教会（1762年）
- 聖マリアの教会（1672年 - 1703年）
- イエズス会のカレッジ（1744年）
- 聖復活大聖堂（1753年 - 1763年）
- 市役所（1930年）

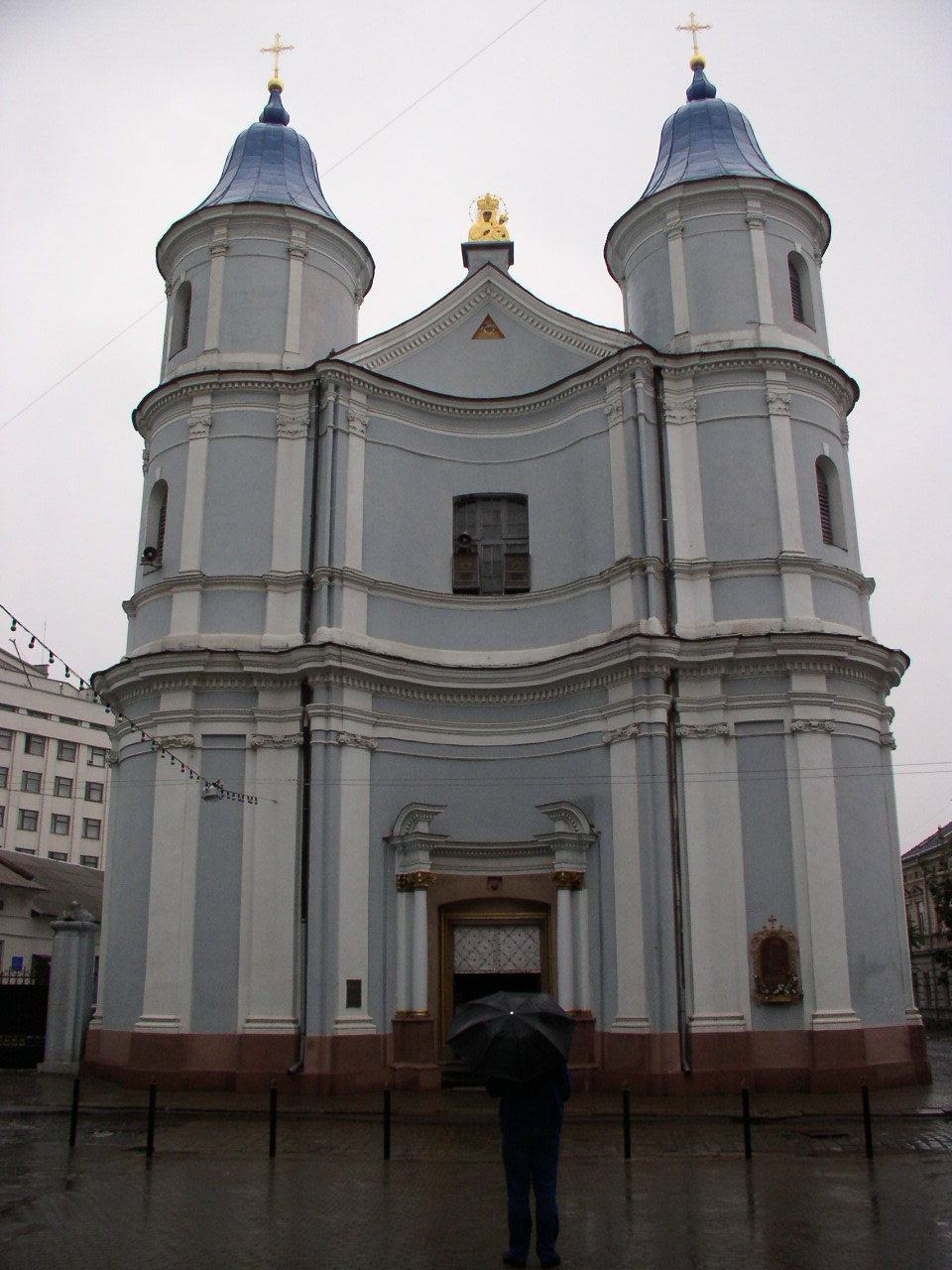
アルメニア人の教会
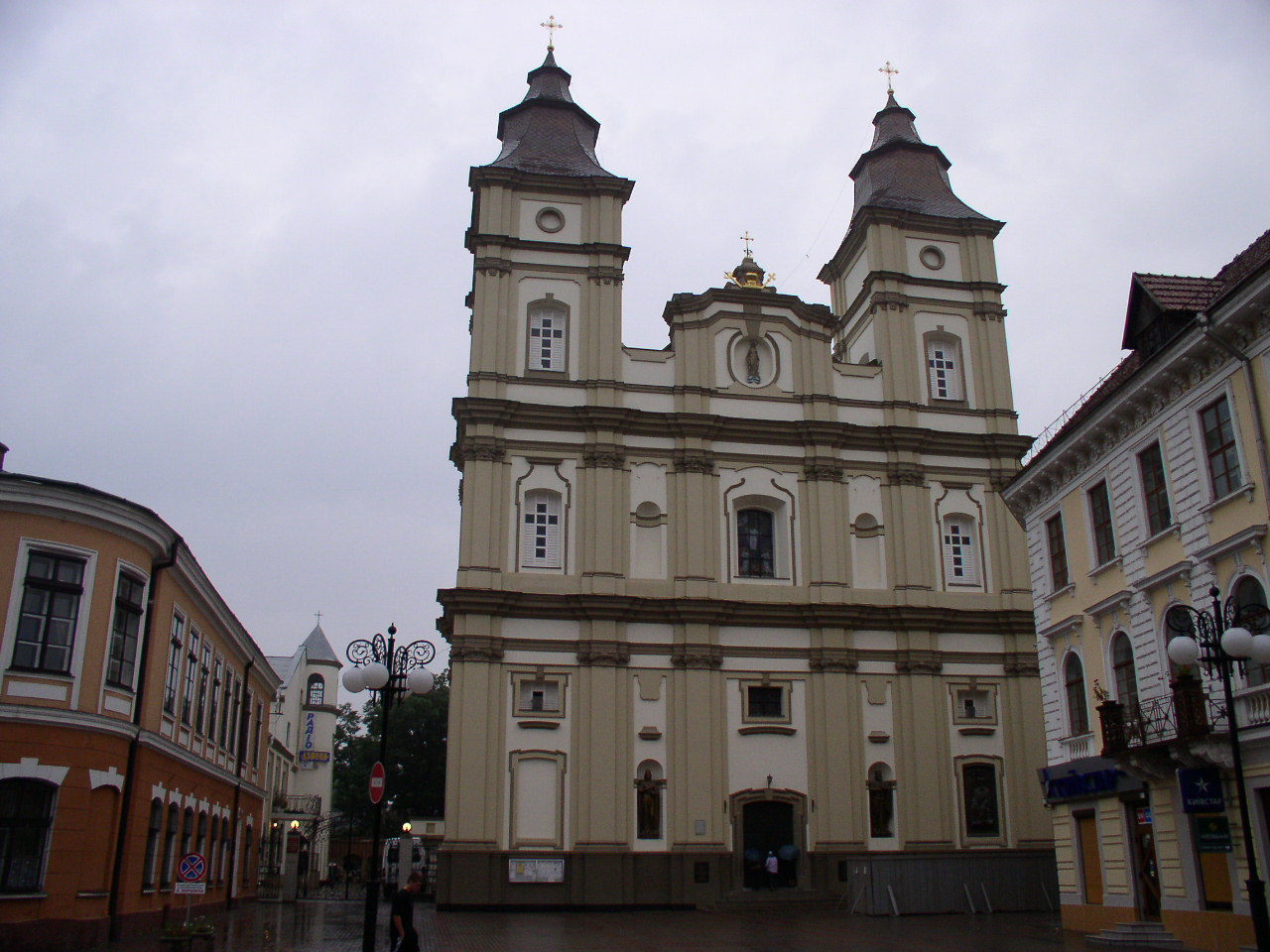
聖復活大聖堂
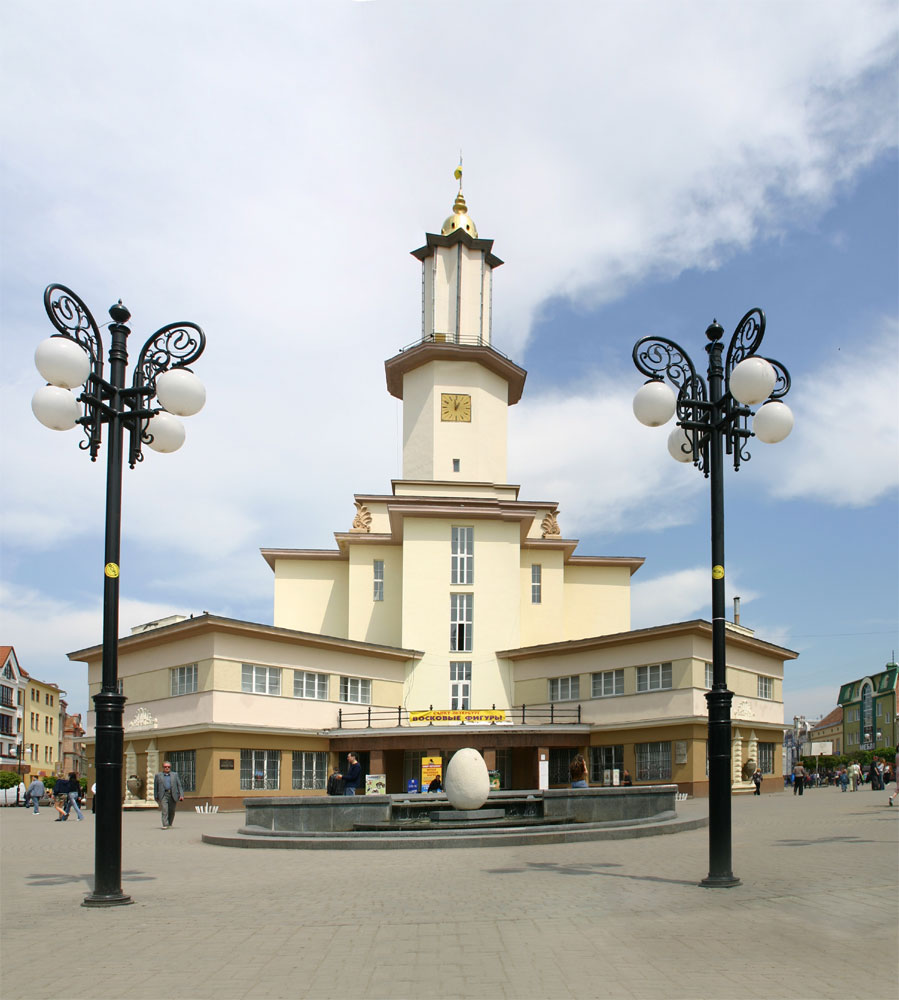
市役所

## 出身者
- スヴェトラーナ・アレクシエーヴィッチ - 作家、ジャーナリスト

## 注
1. ↑  「イヴァン・フランコの町」を意味している。
2. ↑  （英語）　（ウクライナ語） 2001年のウクライナ国勢調査